# Alcide-Joseph Lorentz
Pour les articles homonymes, voir Lorentz.
Alcide-Joseph Lorentz, né le 25 février 1813 à Paris et mort le 10 juillet 1889 à Paris 16e, est un peintre d'histoire, dessinateur et enseignant français. Il fut un caricaturiste et lithographe assez renommé dans le Paris romantique, signant parfois ses productions d'un monogramme, « JAL ».

## Biographie
Alcide-Joseph Lorentz expose au Salon de Paris en 1841, 1847, 1848 et 1850, essentiellement des peintures représentant des scènes de la vie militaire sous le Premier Empire ; il réside à cette époque rue Neuve-Coquenard. Son tableau Une revue au Carrousel (1850) est acheté par l'État (musée d'art moderne et contemporain de Saint-Étienne).
Avant d'exposer au Salon, Lorentz est l'ami intime de George Sand dont il fait la couverture du premier ouvrage, Rose et Blanche (1831), mais aussi d'une « bande d'amis » un peu bohème, comme il en existait juste après la révolution de Juillet, qualifié de « cercle du Doyenné » ; la plupart vivait tous dans le quartier du Louvre, au niveau du Carrousel, sur les restes de l'ancienne église Saint-Louis-du-Louvre : c'est Théophile Gautier qui en témoigne, rappelant à ses lecteurs, qu'une fête y fut organisée grâce aux soins de Gérard de Nerval, Camille Rogier, Arsène Houssaye, Célestin Nanteuil, et Lorentz composa pour l'occasion des motifs en forme d'arlequin. À cette époque, Lorentz, vingt ans, vit rue Notre-Dame-des-Victoires ; lui aussi y reçoit ses amis, on y retrouve Nerval, mais aussi Théodose Burette, Bouchardy, La Bédollière, Brot, Perrin, un mélange de dessinateurs, graveurs, poètes et futurs dramaturges, auquel se joint bientôt un jeune peintre, Théodore Rousseau, ami d'enfance de Lorentz. Durant l'été 1834, Lorentz rejoint Rousseau qui s'était retiré dans le Jura, au col de la Faucille, pour peindre, protégé par un certain comte de La Fortelle. Lorentz laissa un portrait de son ami en souvenir de ce périple qui les mena jusqu'en Suisse, vers la mi-octobre ; ils rentrèrent à Paris en décembre. L'année 1836 fut décisive : Lorentz, Rousseau, et tant d'autres de sa génération, sont refusés au Salon pour leurs envois de peinture. En janvier, il était annoncé comme dessinateur-collaborateur au journal Le Monde dramatique.
Au contraire de ses tableaux, Lorentz commence à placer ses dessins dès le début des années 1830. Il semble commencer dans les pages de L'Artiste (1833). Durant l'été 1838, est inaugurée au sein des Conserts-Musard, rue Vivienne, une nouvelle salle conçue en un décor moyenâgeux, pour lequel Lorentz a produit des « peintures spirituelles ». Il fait son entrée dans le monde des auteurs caricaturistes en 1840, composant un double recueil intitulé Fiasco, mêlé d'allégories. Livre-album iconographicocomique, contenant plusieurs dizaines de dessins légendés lithographiés chez Rigo frères et édités chez « Auguste, élève de Lambert ». Il collabore ensuite à La Caricature et au Charivari dirigés par Charles Philipon, y produisant des portraits charges pour le « Miroir drolatique » (George Sand ; Franz Liszt ; Alfred de Vigny, 1842). 
Vers 1840-1842, il fait partie avec Daumier, Trimolet et Vernier, des illustrateurs de recueils comique à la mode appelés Physiologies ; d'abord chez Ernest Bourdin (La femme entretenue ; Le Jour de l'an ; Le fumeur), puis chez Aubert (maison cofondée par Philipon), y publiant Le floueur. Lorentz est aussi l'auteur à la même époque de l'affiche de lancement et des vignettes de l'Histoire de l'Empereur, racontée dans une grange par un vieux soldat de Balzac, chez Dubochet et Jules Hetzel. Toujours pour Aubert, il composera plusieurs albums comiques lithographiés. 
Fin 1847, il signe, selon Henri Beraldi, un « album à succès », Polichinel, ex-roi des Marionnettes devenu philosophe (Willermy éditeur), chargeant le roi Louis-Philippe et son régime, sous la forme d'un récit illustré de nombreuses vignettes gravées sur bois Noël-Eugène Sotain, la préface étant constituée d'une sorte de bande dessinée. En avril 1848, il présente à l'Ambigu-Comique, une pièce de sa composition, intitulée La Famille de l'ouvrier, avec entre autres Charles Fechter et Charles de Chilly. On sait par ailleurs qu'il était inscrit à la Société des auteurs et compositeurs dramatiques puisqu'il figure dans l'annuaire des fondateurs.
Inspiré par son aîné Paul Gavarni, il poursuit ses publications au début du Second Empire, avec entre autres suites lithographiques, La Bourse, ou cette affiche pour Tournachon, Nadar jeune et Cie, artistes photographes (1856). On retrouve ensuite sa signature dans le Petit Journal pour rire (1861-1862), La Lune (1865-1868), L'Éclipse (1869) et Le Monde pour rire (1871). 

Il est l'auteur d'un singulier récit, Dernier jour de l'exposition de 1865 : revue galopante au Salon (Paris, 1865), plaquette dédiée au critique d'art Jean-Antoine Luthereau et dans laquelle il tacle l'exposition personnelle de Gustave Courbet. Au début des années 1860, il entretient avec les Nadar (Félix et Adrien) une correspondance, qui laisse entrevoir un homme aux abois, criblé de dettes, vivant seul avec sa mère malade, jamais à court d'idées de « bonheur universel », et à qui le régime impérial aurait refusé l'ouverture d'un théâtre de marionnettes satiriques. Quant aux frères Goncourt, ils ne l'épargnent pas dans leur Journal : 

« Il y a un imbécile, un caricaturiste manqué et inconnu, du nom de Lorentz, un homme dont Gavarni fait, on ne sait pourquoi, un grand cas. Celui-ci est un imbécile à idée, tranchant, coupant la parole à tous... »

 (30 août 1860) ; et d'expliquer, en somme, qu'il souhaitait installer des chauffe-marmites en haut des réverbères pour que le peuple y prépare sa soupe.
Clément-Auguste Andrieux se signale comme ayant été son élève.  Il est inhumé au cimetière des Batignolles.

## Autres ouvrages illustrés
Lorentz a participé à l'illustration de nombreux ouvrages en donnant des dessins destinés à être traduits en gravures sur bois, parmi lesquels :
- George Sand et Jules Sandeau, Rose  et Blanche, ou la comédienne et la religieuse, couverture, 1831.
- Élise Voïart et Amable Tastu, Le  Livre  des  enfants, 1837-1838.
- Les Français peints par eux-mêmes, chez Léon Curmer, 1839-1842.
- Jacques Arago, Physiologie  de  la  femme  entretenue, 1840.
- Honoré  de  Balzac, La Comédie humaine, collectif d'illustrateurs, trois dessins, édition de Furne, 1842-1846.
- Émile de La Bédollière, Histoire de la mère Michel et de son chat, 1846
- Alphonse Karr, Les Fées de la mer, 1851.
- Les contes de Charles Perrault, 1851.

## Collections publiques
Bibliothèque nationale de France
- Le Sire de Franc-Boisy : légende Moyen Âge recueillie par MM. Ernest Bourget et Laurent de Rillé, exécutée par Monsieur Joseph Kelm au Théâtre des Folies-Nouvelles, affiche lithographiée, [1855].

Musée des Arts décoratifs (Paris)
- Physiologie du fumeur, affiche lithographiée, 1840.
- Polichinel ex-roi des marionnettes, affiche lithographiée, 1847.
- Revue comique à l'usage des gens sérieux, affiche lithographiée, 1848.

Musée barrois (Bar-le-Duc)
- Arlequin, gouache et aquarelle sur papier, 58 x 22,5 cm, 1882.

Musée Carnavalet
- Défilé de la gendarmerie de la Seine[23], huile sur toile, 25 x 61,5 cm, août 1857.
- Garde national blessé (épisode de la révolution de 1848)[24], huile sur toile, 78,3 x 56,4 cm, août 1858.

Musée national de l'éducation (Rouen)
- Exercice au Salon[25] : annonce publicitaire pour Jules-Léandre Pichery, gymnaste-médecin, représentant une sculpture de femme en train de pratiquer la musculation avec des extenseurs, litho., 1854

## Galerie

Œuvres de Lorentz
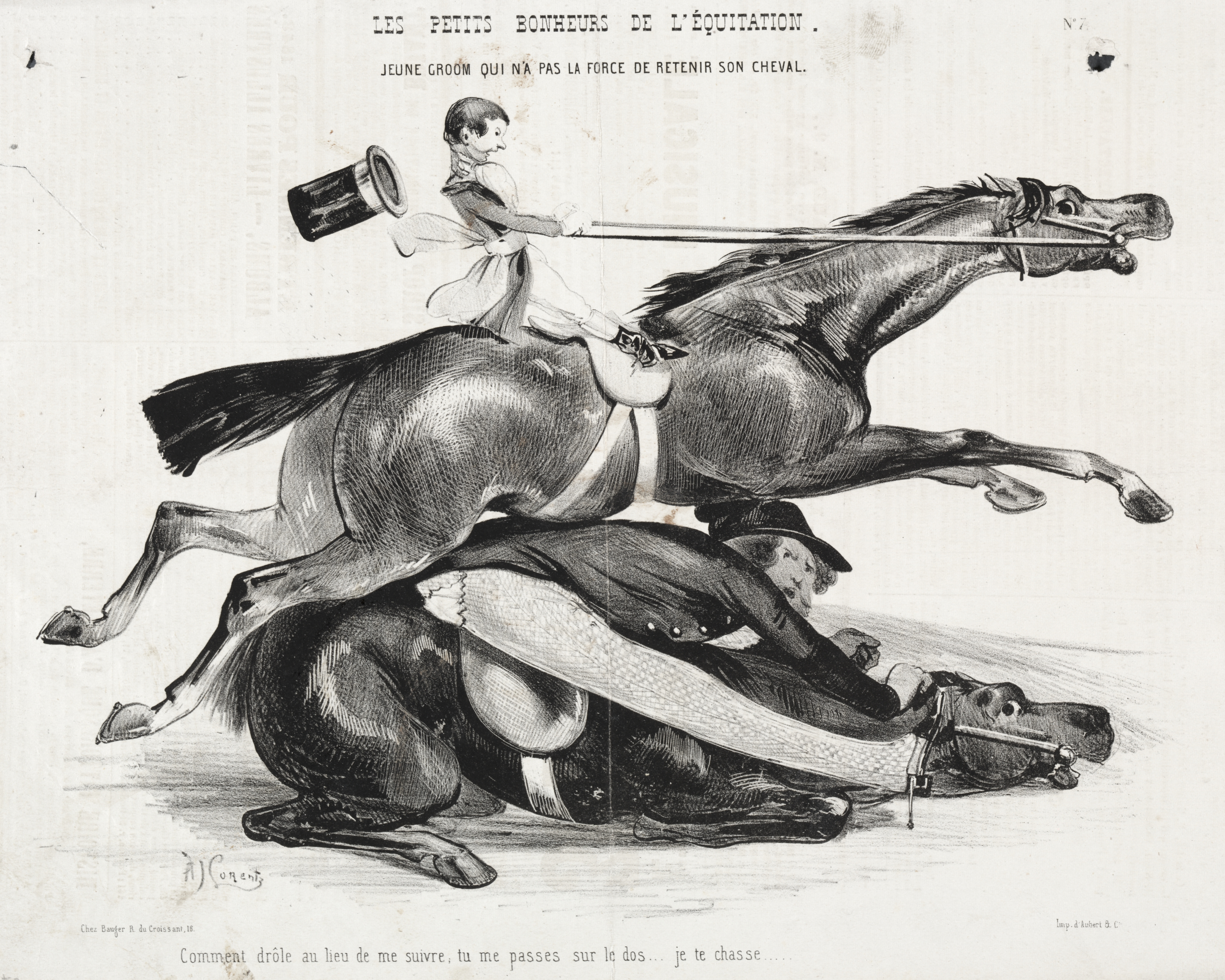
« Jeune Groom qui n'a pas la force », Les petits bonheurs de l'équitation n° 7 (Aubert éditeur, 1842)
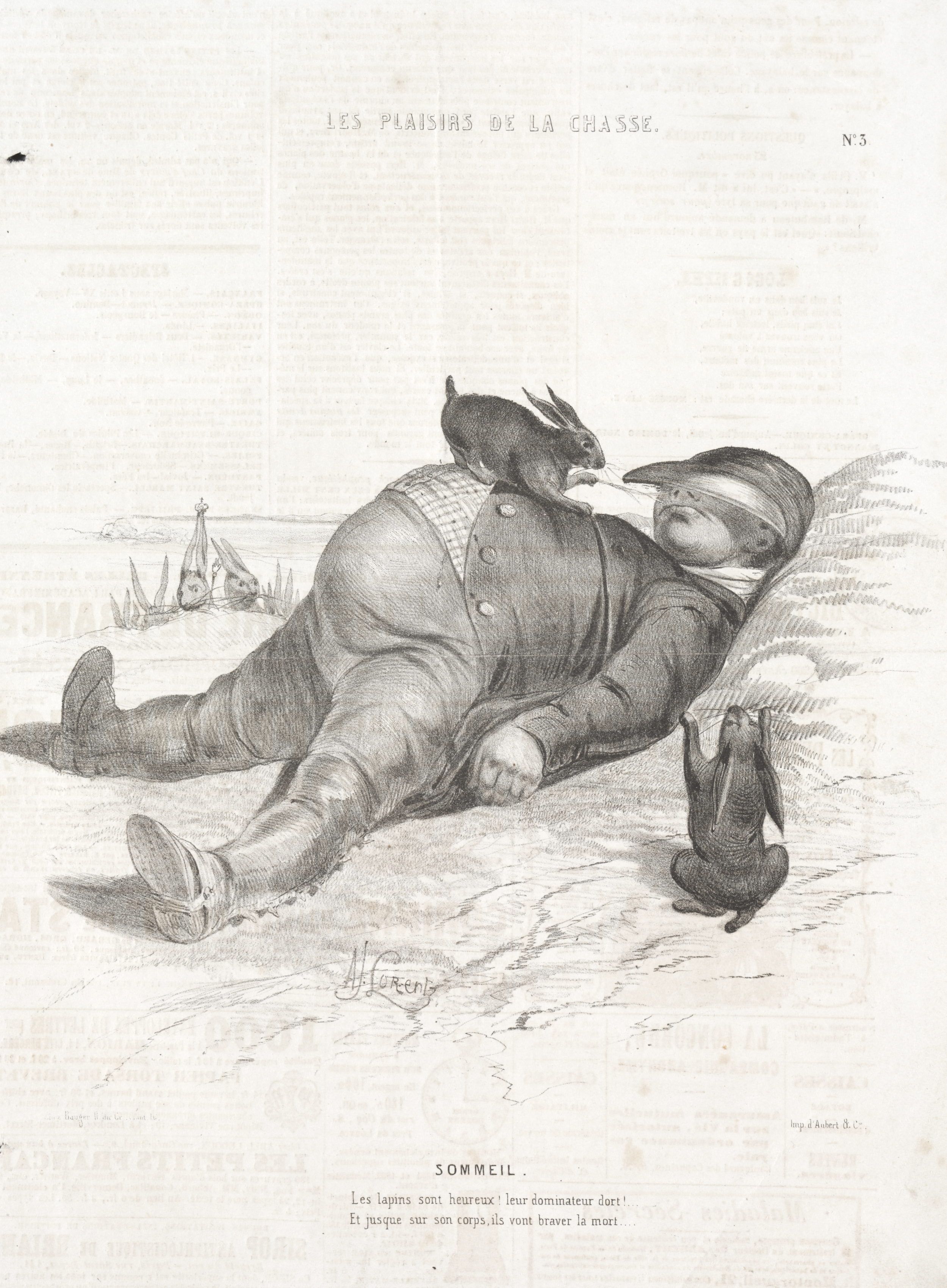
« Sommeil », Les plaisirs de la chasse n° 5 (Aubert éditeur, 1842)
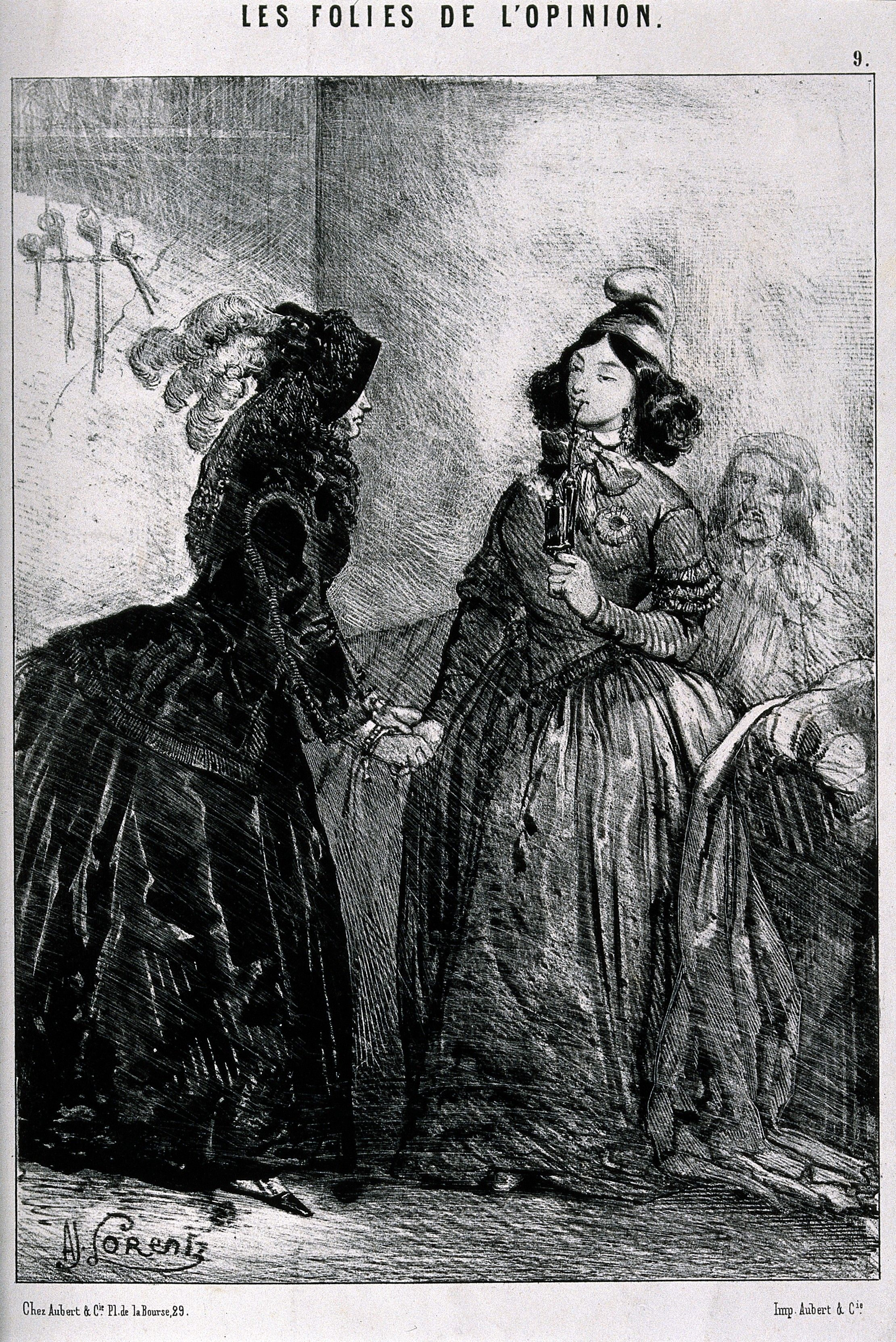
Les folies de l'opinion n° 9 (Aubert éditeur, 1848)
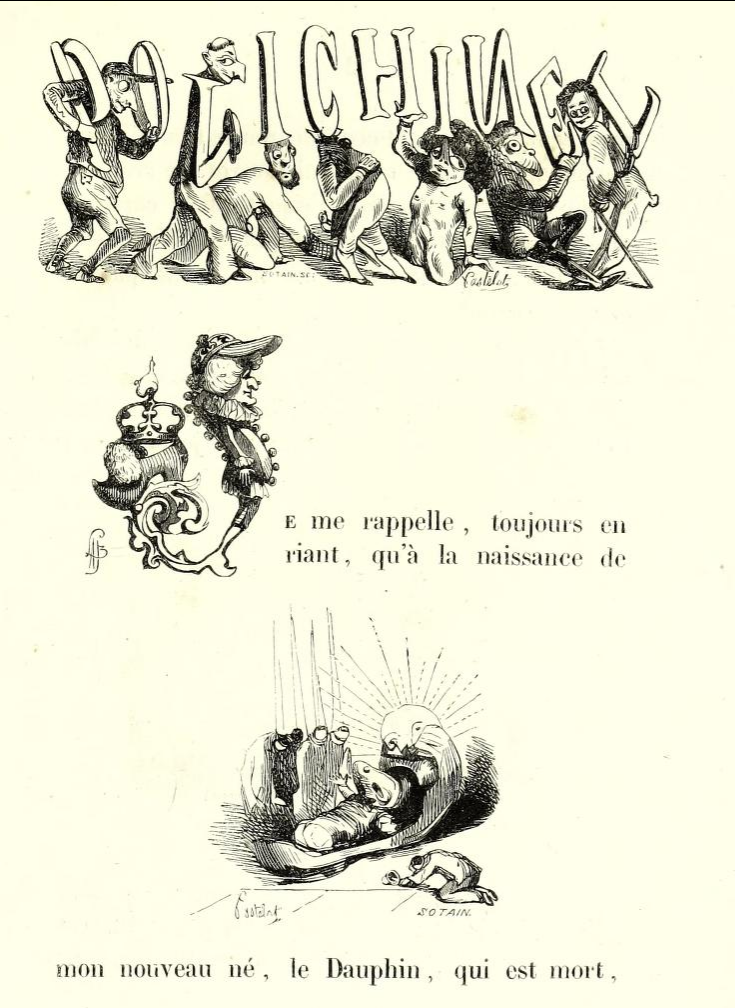
Page du Polichinel (1847-1849)
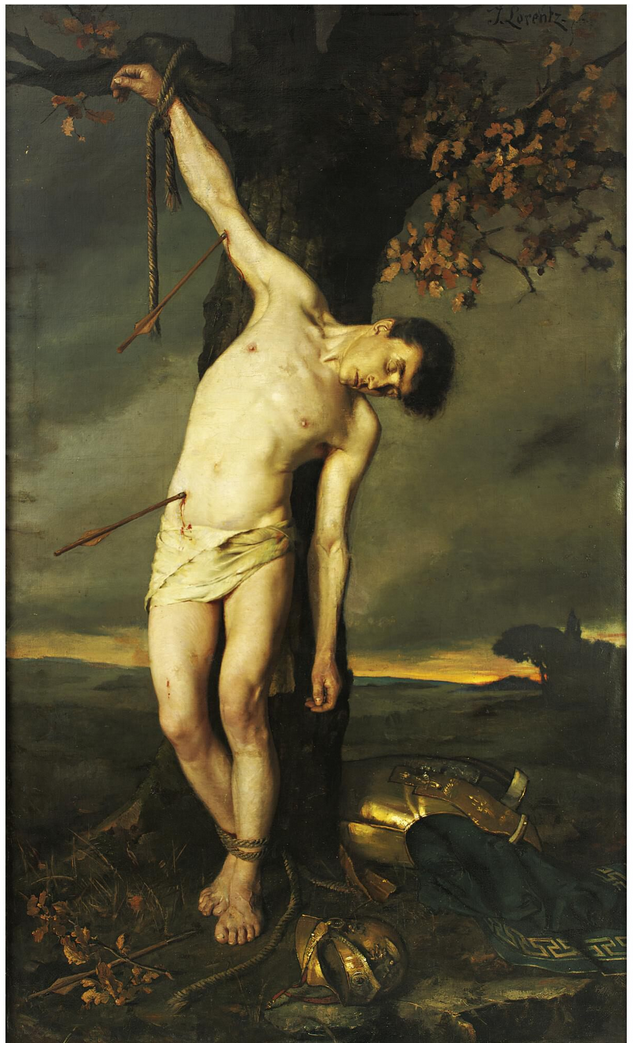
Saint Sébastien, huile sur toile, non localisée
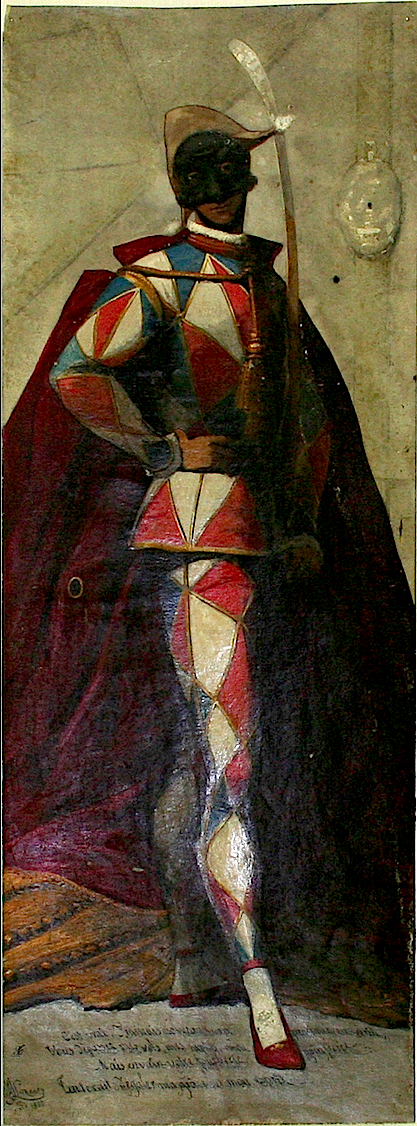
Arlequin, aquarelle, 1882, Musée barrois